# Literatura basca
Embora os primeiros exemplos de frases e sentenças coerentes em basco remontem às glosas Emilianenses de cerca de 950, os danos em grande escala causados por períodos de grande instabilidade e guerra, como as guerras de clãs da Idade Média, as guerras carlistas e a Guerra Civil Espanhola, levaram à escassez de material escrito anterior ao século XVI.
Os primeiros vestígios sobreviventes da atividade literária basca remontam ao século XVI, mas a produção significativa não aparenta ter ocorrido até o século XVII. Desde o final do período franquista na Espanha, a formação de uma língua padrão e a introdução em larga escala do basco no sistema educacional aumentaram, consequentemente, a atividade literária. Embora grande parte da literatura escrita em basco permaneça voltada para o público nativo, algumas obras de autores bascos foram traduzidas para outros idiomas, como Bernardo Atxaga, e alcançaram reconhecimento global.

## Século XVI

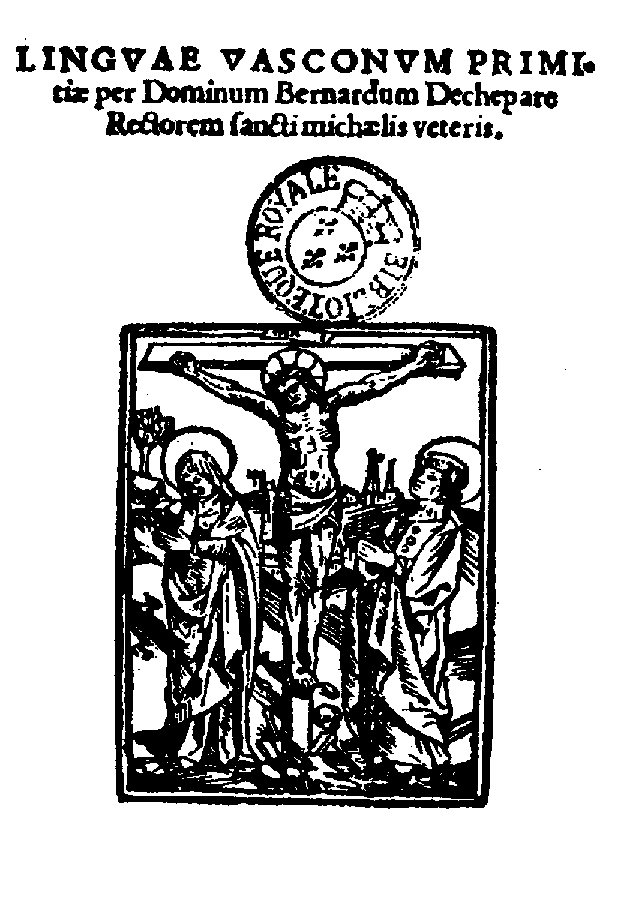
A página de título do Linguæ Vasconum Primitiæ

Algumas canções do século XVI sobreviveram, como a Canção da Batalha de Beotibar, que trata da batalha travada em 1321, e um grupo de versos conhecido como A Queima de Mondragón, da época das Guerras dos Clãs Bascos.
O primeiro exemplar de prosa escrita em basco é uma carta composta em 1537 pelo biscaio Juan de Zumárraga, o primeiro bispo do México.
Apenas alguns anos depois, em 1545, é publicado o primeiro livro impresso - uma coleção de poemas elaborados por Bernard Etxepare, um padre da Baixa Navarra no norte do País Basco, com o título Linguæ Vasconum Primitiæ ("Princípios da Língua Basca"). Neste livro, Etxepare expressa sua esperança de que a primeira publicação de um livro em basco sirva para revigorar a língua e a cultura. Seus esforços foram indubitavelmente influenciados por movimentos mais amplos na Europa da época que encorajavam a produção literária em línguas vernáculas em vez do latim.

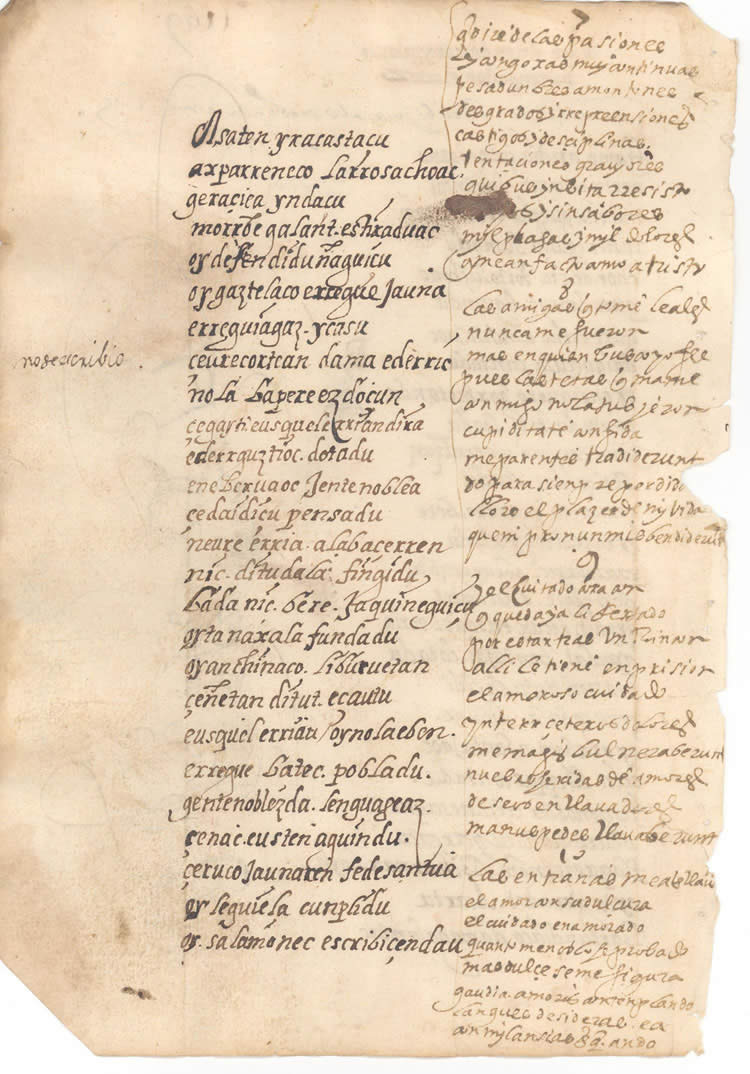
Uma página com a própria caligrafia de Lazarraga

A próxima publicação é uma recentemente descoberta peça pastoral escrita por Joan Perez de Lazarraga (1548?—1605) chamada Silbero, Silbia, Doristeo e Sirena produzida entre 1564 e 1567 em Larrea, Alava, tornando-se a mais antiga peça remanescente em basco. Com 102 páginas (algumas danificadas), é também o texto antigo mais longo.
Em 1571, houve a publicação da tradução do Novo Testamento por Joanes Leizarraga, em uma forma padronizada de seu dialeto lapurdiano, promovida por Jeanne d'Albret, Rainha de Navarra. Ele também escreveu um pequeno número de outras obras religiosas. Outros livros semelhantes viriam a seguir, com o objetivo de converter os bascos ao protestantismo.
Os últimos anos do século XVI tiveram outra publicação, desta vez do sul, de uma coleção de provérbios escritos no dialeto biscainho, chamada Refranes y sentencias, de autoria desconhecida. No entanto, a essa altura, o centro da produção literária basca havia se estabelecido firmemente ao norte dos Pirenéus, na Baixa Navarra e nas províncias francesas de Labourd e Soule, onde permaneceria por vários séculos.
Embora as diferenças dialetais sejam claramente visíveis nesses primeiros textos, evidencia-se que as diferenças no século XVI eram consideravelmente menores do que as atuais.

## Século XVII
Entre as obras religiosas menores, o movimento da Contra-Reforma, que no País Basco tinha seu centro em Sare, Soule, produziu uma das obras mais notáveis do século XVII, uma publicação religiosa, chamada Gero, contendo as pregações de Pedro Agerre (mais conhecido como Axular) em forma literária, publicadas em 1643. Embora tenha nascido em Urdax, na Navarra, e trabalhado em Soule, ele escreveu em lapurdiano, que já havia se estabelecido como a forma de maior prestígio da língua basca.
Outras obras importantes deste século foram:
- Dotrina christiana de Estève Materre (1617), também um dos primeiros aprendizes conhecidos do basco;[1]
- As obras de Silvain Pouvreau, um dos primeiros aprendizes conhecidos do basco.[1] Seus trabalhos (alguns dos quais foram publicados postumamente) incluem Giristinoaren Dotrina (Paris, 1656); Filotea (Paris, 1664); Gudu espirituala (Paris, 1665), André Dana Maria Privilegiatua (J. Vinson: 1892), Iesusen Imitacionea (1978, Hordago) e um dicionário importante, apesar de não publicado;
- Arnauld de Oihenart, nascido em 1592 em Mauléon, que foi o primeiro leigo a escrever em basco e que produziu uma grande quantidade de poesia e uma importante coleção de provérbios, a primeira das quais foi publicada em 1657 em Paris. Seu estilo de escrita ainda é considerado um dos mais elevados da história da literatura basca;[1]
- Liburuhauda Ixasoco nabigacionecoa, um livro sobre navegação marítima escrito por Martin de Hoyarzabal e traduzido por Piarres Detcheverry em 1677;
- Um livro sobre técnicas agrícolas por Mongongo Dessança em 1692;

Embora o Gipuscoano e o Biscainho desfrutassem de algum status como dialetos literários, o lapurdiano foi de longe o dialeto mais usado do século XVII.

## Século XX

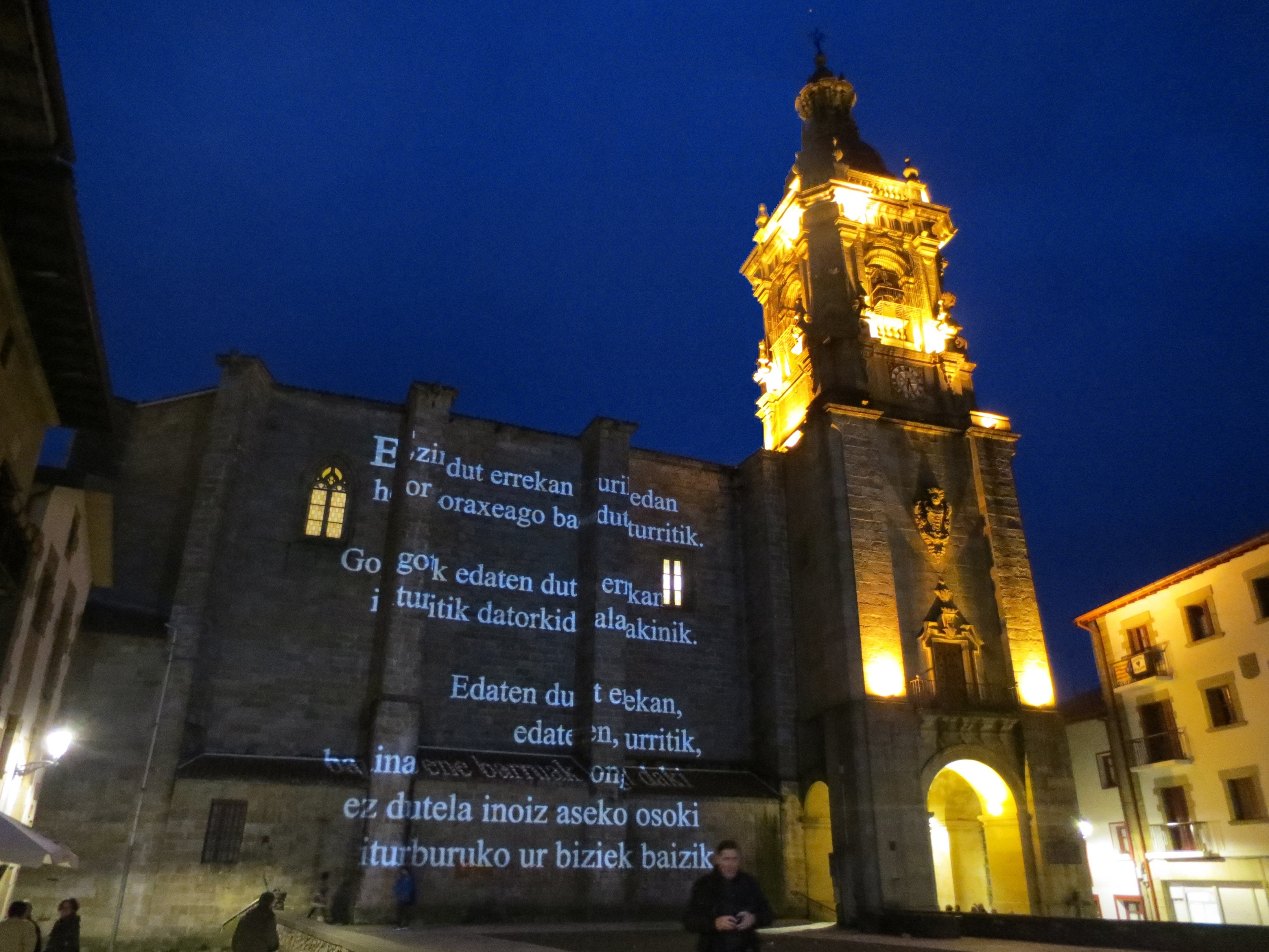
Poema do poeta J. Artze projetado na parede da igreja de Usurbil (2018)

Algumas figuras referenciais da literatura basca do século XX são Telesforo Monzon, Salbatore Mitxelena, Gabriel Aresti, Nikolas Ormaetxea, Txillardegi (pseudônimo de José Luis Álvarez Enparantza), Joxe Azurmendi, Ramon Saizarbitoria, Bernardo Atxaga e Joseba Sarrionandia. Além disso, existem muitos escritores bascos que escreveram em espanhol, como Blas de Otero e Gabriel Celaya.
No século 20, a Guerra Civil Espanhola interrompeu toda a produção cultural e literária basca por quase duas décadas. O domínio mais afetado foi o da linguagem e criação de textos em basco. A maior parte dos escritores bascos morreu ou fugiu para o exílio, onde empreenderam algumas tentativas de revitalizar a literatura escrevendo livros ou lançando revistas de circulação limitada.
No entanto, algumas obras sequer foram publicadas nesse período. No sul do País Basco, durante a década de 1950, novas gerações se empenharam em escrever um novo tipo de literatura nos moldes europeus, inovando tanto no conteúdo quanto na forma, apesar de fortemente condicionada pela censura franquista .

## Características
Os traços mais típicos da literatura basca ao longo da história mudaram gradualmente até os dias atuais. Algumas características consistentes foram apontadas, como a ênfase em elementos folclóricos, etnológicos e mitológicos.  Jon Kortazar ressalta a "incerteza entre o senso épico e a ludicidade".

## Publicação
Entre 1545 e 1974, foram publicados 4.000 livros em basco, enquanto entre 1974 e 1995 foram publicados 12.500. A publicação basca moderna começou com o estabelecimento da Elkar em 1972, uma pequena editora com sede em Bayonne, no País Basco francês. Após a morte de Franco, Elkar estabeleceu uma segunda operação editorial em San Sebastián, no País Basco espanhol. Embora várias outras editoras bascas tenham sido estabelecidas posteriormente, Elkar continua sendo a maior.